# Белохолуницкий район
Белохолуни́цкий райо́н — административно-территориальная единица (район) и муниципальное образование (муниципальный район) на северо-востоке центральной части Кировской области России.
Административный центр — город Белая Холуница.

## География
Площадь — 5064 км². Район граничит на севере с Нагорским, на востоке — с Верхнекамским и Омутнинским, на юге — с Фалёнским и Зуевским районами, на западе — со Слободским районом.
Основные реки — Вятка, Белая Холуница.

## История
Белохолуницкий район образован 29 июля 1929 года в составе Вятского округа Нижегородского края из нескольких волостей Слободского уезда Вятской губернии. С 1934 года район — в составе Кировского края, с 1936 года — Кировской области.
30 сентября 1955 года к Белохолуницкому району были присоединены части территорий упразднённых Поломского и Шестаковского районов.
С 1 января 2006 года согласно Закону Кировской области от 07.12.2004 № 284-ЗО на территории района образованы 11 муниципальных образований: 1 городское и 10 сельских поселений.
В 2004 году на территории района упразднены 4 населённых пункта: посёлок Серьгино, деревни Высоково, Зорино и Огнево.

## Население
| 1939    | 1959    | 1970    | 1979    | 1989    | 2002    | 2009    | 2010    | 2011    |
| ------- | ------- | ------- | ------- | ------- | ------- | ------- | ------- | ------- |
| 34 580  | ↘33 067 | ↘27 614 | ↗27 984 | ↘27 031 | ↘23 232 | ↘21 265 | ↘19 890 | ↘19 825 |
| 2012    | 2013    | 2014    | 2015    | 2016    | 2017    | 2018    | 2019    | 2020    |
| ↘19 336 | ↘18 867 | ↘18 448 | ↘18 155 | ↘17 885 | ↘17 556 | ↘17 112 | ↘16 671 | ↘16 336 |
| 2021    |         |         |         |         |         |         |         |         |
| ↘15 830 |         |         |         |         |         |         |         |         |

### Урбанизация
В городских условиях (город Белая Холуница) проживают  61,02 % населения района.

### Национальный состав
- Русские — 97,3 %.

## Муниципально-территориальное устройство
С 2006 года в Белохолуницком районе 40 населённых пунктов в составе одного городского и 10 сельских поселений:
| №  | Городское и сельские поселения     | Административный центр | Количество населённых пунктов | Население | Площадь, км2 |
| -- | ---------------------------------- | ---------------------- | ----------------------------- | --------- | ------------ |
| 1  | Белохолуницкое городское поселение | город Белая Холуница   | 10                            | ↘10 582   | 510,00       |
| 2  | Быдановское сельское поселение     | деревня Быданово       | 1                             | ↘405      | 96,88        |
| 3  | Всехсвятское сельское поселение    | село Всехсвятское      | 4                             | ↗604      | 393,00       |
| 4  | Гуренское сельское поселение       | деревня Гуренки        | 4                             | ↗234      | 84,00        |
| 5  | Дубровское сельское поселение      | посёлок Дубровка       | 4                             | ↘948      | 4,49         |
| 6  | Климковское сельское поселение     | посёлок Климковка      | 2                             | ↗914      | 940,88       |
| 7  | Подрезчихинское сельское поселение | посёлок Подрезчиха     | 1                             | ↘659      | 3,33         |
| 8  | Поломское сельское поселение       | село Полом             | 6                             | ↘727      | 506,00       |
| 9  | Прокопьевское сельское поселение   | село Прокопье          | 2                             | ↘100      | 174,00       |
| 10 | Ракаловское сельское поселение     | деревня Ракалово       | 3                             | ↘212      | 146,00       |
| 11 | Троицкое сельское поселение        | село Троица            | 3                             | ↘445      | 1377,39      |

| №  | Населённый пункт | Тип     | Население | Муниципальное образование          |
| -- | ---------------- | ------- | --------- | ---------------------------------- |
| 1  | Антипята         | деревня | 9         | Дубровское сельское поселение      |
| 2  | Белая Холуница   | город   | ↘9659     | Белохолуницкое городское поселение |
| 3  | Боровка          | посёлок | 34        | Троицкое сельское поселение        |
| 4  | Быданово         | деревня | ↘405      | Быдановское сельское поселение     |
| 5  | Великое Поле     | деревня | 454       | Белохолуницкое городское поселение |
| 6  | Всехсвятское     | село    | 373       | Всехсвятское сельское поселение    |
| 7  | Высоково         | деревня | 1         | Поломское сельское поселение       |
| 8  | Гончарово        | деревня | 1         | Гуренское сельское поселение       |
| 9  | Гуренки          | деревня | 278       | Гуренское сельское поселение       |
| 10 | Дерюши           | деревня | 1         | Дубровское сельское поселение      |
| 11 | Дубровка         | посёлок | ↘1491     | Дубровское сельское поселение      |
| 12 | Иванцево         | село    | 270       | Поломское сельское поселение       |
| 13 | Каменное         | посёлок | 153       | Троицкое сельское поселение        |
| 14 | Кинчино          | деревня | 3         | Белохолуницкое городское поселение |
| 15 | Климковка        | посёлок | 1231      | Климковское сельское поселение     |
| 16 | Корзунята        | деревня | 5         | Ракаловское сельское поселение     |
| 17 | Кормилята        | деревня | 12        | Поломское сельское поселение       |
| 18 | Корюшкино        | деревня | 4         | Белохолуницкое городское поселение |
| 19 | Леушинцы         | деревня | 61        | Поломское сельское поселение       |
| 20 | Мезень           | деревня | 28        | Поломское сельское поселение       |
| 21 | Нагорена         | деревня | 11        | Дубровское сельское поселение      |
| 22 | Никоны           | деревня | 0         | Белохолуницкое городское поселение |
| 23 | Пантыл           | село    | 9         | Гуренское сельское поселение       |
| 24 | Пасегово         | деревня | 124       | Белохолуницкое городское поселение |
| 25 | Пашково          | деревня | 2         | Всехсвятское сельское поселение    |
| 26 | Песчанка         | посёлок | 51        | Климковское сельское поселение     |
| 27 | Повышево         | деревня | 0         | Белохолуницкое городское поселение |
| 28 | Подгорное        | деревня | 0         | Гуренское сельское поселение       |
| 29 | Подрезчиха       | посёлок | ↘659      | Подрезчихинское сельское поселение |
| 30 | Полом            | село    | 690       | Поломское сельское поселение       |
| 31 | Прокопье         | село    | 191       | Прокопьевское сельское поселение   |
| 32 | Ракалово         | деревня | 183       | Ракаловское сельское поселение     |
| 33 | Стариковцы       | деревня | 72        | Прокопьевское сельское поселение   |
| 34 | Суворовцы        | деревня | 0         | Всехсвятское сельское поселение    |
| 35 | Сырьяны          | село    | 354       | Всехсвятское сельское поселение    |
| 36 | Травное          | деревня | 0         | Белохолуницкое городское поселение |
| 37 | Троица           | село    | 447       | Троицкое сельское поселение        |
| 38 | Федосята         | деревня | 481       | Белохолуницкое городское поселение |
| 39 | Шитово           | деревня | 10        | Белохолуницкое городское поселение |
| 40 | Юдино            | деревня | 111       | Ракаловское сельское поселение     |

## Руководители

### Председатели райисполкома
С 1929 по 1991 годы в райисполкоме председательствовали:
| Ф. И. О.                                         | Время замещения должности    |
| ------------------------------------------------ | ---------------------------- |
| Порошин Андрей Никифорович                       | июнь 1929 – сентябрь 1930    |
| Ситников Василий Иванович — партийный деятель    | сентябрь 1930 – февраль 1931 |
| Морозов Александр Васильевич — партийный деятель | февраль 1931 – октябрь 1936  |
| Простотин Алексей Васильевич                     | октябрь 1936 – январь 1940   |
| Мошкин Аркадий Иванович                          | январь 1940 – апрель 1942    |
| Адеков Александр Александрович                   | апрель 1942 – март 1943      |
| Нижегородов Николай Максимович                   | март 1943 – май 1945         |
| Щербаков Александр Владимирович                  | май 1945 – август 1949       |
| Шабанов Михаил Прокопьевич                       | сентябрь 1949 – август 1950  |
| Сысолятин Афанасий Исаевич                       | август 1950 – февраль 1953   |
| Сорокин Михаил Алексеевич                        | февраль 1953 – март 1957     |
| Синцов Георгий Лаврентьевич                      | март 1957 – май 1958         |
| Бояринов Валентин Петрович                       | май 1958 – ноябрь 1959       |
| Помыткин Анатолий Алексеевич                     | ноябрь 1959 – апрель 1962    |
| Тугаринов Михаил Константинович                  | апрель – декабрь 1962        |
| Шарыгин Борис Васильевич                         | февраль 1964 – апрель 1975   |
| Селезенев Аркадий Иванович партийный деятель     | апрель 1975 – июль 1987      |
| Стерлягов Валентин Никифорович                   | июль 1987 – апрель 1990      |
| Гудовских Анатолий Васильевич                    | апрель 1990 – декабрь 1991   |

### Главы района
- Кулаков Олег Валентинович (2011 — апрель 2013 года)[27];
- Князев Владимир Матвеевич (с июня 2013 года)[28]